# Металлургское сельское поселение
Металлурговское се́льское поселе́ние — упразднённое муниципальное образование в составе Новокузнецкого района Кемеровской области.
Административный центр — посёлок Металлургов.

## Административное деление
На территории находится 1 поселок и 2 населенных пункта

## Экономика
Пищевая промышленность. Крупный животноводческий комплекс (до 1999 входил в состав подсобного хозяйства НКМК)